# Круглый год (мультфильм)
«Круглый год» — российский анимационный мини-сериал по рассказам Юрия Коваля. Состоит из 12 мультфильмов по 3 мин, каждый из которых представляет один месяц года. Некоторые серии озвучены голосом самого Юрия Коваля. Эмблемой проекта является Весенний кот (один из основных персонажей цикла).
Производство компаний «МетрономФильм» и Студия «Снегири». Руководители проекта — продюсер Арсен Готлиб и мультипликатор Вероника Фёдорова, до этого работавшие над созданием цикла «Колыбельные мира».

## История проекта
После завершения дипломной работы «Король забывает» (2006) Вероника Фёдорова решила сделать мультфильм по короткому рассказу Юрия Коваля «Орехьевна». Тогда продюсер студии Арсен Готлиб предложил начать работу над циклом:
…как всегда возникает вопрос — что делать потом с одним коротким анимационным фильмом? И вот, когда мы начали препарировать Коваля, то обратили внимание на то, что кот Орехьевны меняется в зависимости от времени года —  становится Летним, Осенним, Весенним… И эта кошачья тема прошла, что называется, красной нитью через весь проект. Вслед за самим Ковалем назначили июльского кота ответственным за летние месяцы. Весеннего за весенние, Зимнего — за зимние.К каждому месяцу подобрался рассказ, который соответствует  по настроению и описаниям. И получился «Круглый год» — 12 серий-месяцев.
В 2009 и 2010 гг. некоторые серии цикла демонстрировались на фестивале анимационного кино в Суздале и других фестивалях, где получили несколько призов.
В 2010 году все серии были завершены и цикл был издан на DVD.

## Список серий
- 1. Снегири и коты (Январь)
- 2. Снежный всадник (Февраль)
- 3. Весенний кот (Март)
- 4. Певцы (Апрель)
- 5. Лошадка (Май)
- 6. Орехьевна (Июнь)
- 7. Летний кот (Июль)
- 8. Везуха (Август)
- 9. Осеннее котяро (Сентябрь)
- 10. Листобой (Октябрь)
- 11. Орион (Ноябрь)
- 12. Снеги белы (Декабрь)

## Основные персонажи
- Автор
- Летний кот
- Осенний кот
- Весенний кот
- Зимний кот
- Ванечка
- Орехьевна
- Агафон
- Курочки
- Лошадка
- Цыпляты
- Птицы
- Снегири

## Съёмочная группа
- Идея проекта и продюсер: Арсен Готлиб
- Режиссёр-постановщик: Вероника Фёдорова
- Авторы сценария: Вероника Фёдорова, Елизавета Скворцова, Андрей Кузнецов, Юрий Гитис
- Художники-постановщики: Вероника Фёдорова, Анастасия Жакулина, Анна Емельянова, Мария Коржова, Глеб Коржов
- Звукорежиссёр: Софья Трифонова

## Озвучивание
- Текст от автора: Юрий Коваль («Лошадка», «Снеги белы», «Снежный всадник»), Даниил Спиваковский («Орион»), Сергей Щипачёв («Летний кот», «Осенний кот», «Весенний кот», «Снегири и коты», «Орехьевна», «Везуха», «Листобой»)
- Певцы: Александр Пожаров и Сергей Олексяк («Певцы»)
- Орехьевна: Голубева Зинаида Яковлевна («Снеги белы»)
- Музыка: Антонио Вивальди, Вольфганг Амадей Моцарт, Йозеф Гайдн
- Аккордеон: Сергей Романов

## Награды и номинации
- 2009 — Международный фестиваль анимационных фильмов «Крок» — Диплом «За самую красивую осень» в категории «Прикладная и заказная анимация» (серия «Листобой»)[3]
- 2010 — XV Открытый российский фестиваль анимационного кино в Суздале — Приз «За лучшее изобразительное решение» (художнику-постановщику Анастасии Жакулиной за цикл «Круглый год», серии «Снеги белы» и «Снегири и коты»)[4]
- 2010 — XV Большой Фестиваль Мультфильмов — в программе «Премьеры»: 2 место зрительского голосования «Снегири и коты» режиссёр Вероника Фёдорова.[5]